# Democratas 66
Democratas 66 (D66, neerlandês: Democraten 66, nome oficial: Politieke Partij Democraten 66) é um partido político liberal-social e radical democrata dos Países Baixos.
Apresenta um programa progressista sobre questões sociais e um programa de direita sobre questões económicas.

## História

### Fundação
O D66 foi fundado em 14 de outubro de 1966 por 44 pessoas. Seus fundadores foram descritos como homines novi, embora 25 dos 44 deles tivessem sido anteriormente membros de um partido político. Os iniciadores foram Hans van Mierlo, um jornalista do Algemeen Handelsblad e Hans Gruijters, um vereador de Amsterdã. Van Mierlo tornou-se líder do partido político e Gruijters a presidência do partido. A fundação do partido foi precedida do Apelo de 1966, em 10 de outubro, no qual os fundadores apelaram ao povo dos Países Baixos para voltar a assumir as suas instituições democráticas. O partido renunciou às ideologias políticas do século XIX, que dominaram o sistema político e quis acabar com a pilarização. Apelou para a democratização radical da sociedade neerlandesa e seu sistema político e apontou para a elaboração de políticas pragmáticas e científicas.

### 1967-1986
O partido entrou nas eleições de 1967 com Hans van Mierlo como seu candidato principal. O partido ganhou os inéditos sete assentos no parlamento. Nas eleições de 1971, o partido ganhou mais quatro lugares e formou um gabinete com o Partido Trabalhista (PvdA), e os cristãos de esquerda do Partido Político dos Radicais (PPR). Nas eleições de 1972, os três partidos formaram uma aliança política chamada de Acordo Progressista (em neerlandês: Progressief Akkoord; PAK) e apresentou um programa eleitoral comum (Keerpunt '72; virada '72). Nas eleições o D66 perdeu quase metade dos seus lugares, restando apenas seis. A aliança tornou-se a maior força política do país, mas não conseguiu a maioria. Após uma longa negociação para a formação do gabinete, os três partidos do PAK formaram um gabinete extra-parlamentar juntamente com membros progressistas do democrata-cristão Partido Anti-Revolucionário (ARP) e do Partido Popular Católico (KVP). O gabinete foi liderado pelo social-democrata Joop den Uyl. Após as conversações para a formação do gabinete, van Mierlo deixou a política, com a sensação de que a sua posição política dentro do partido parlamentar estava insustentável. O outro co-fundador, Hans Gruijters, tornou-se Ministro da Habitação e Ordenamento do Território. Van Mierlo foi substituído por Jan Terlouw. Ele tornou-se o presidente do grupo parlamentar.

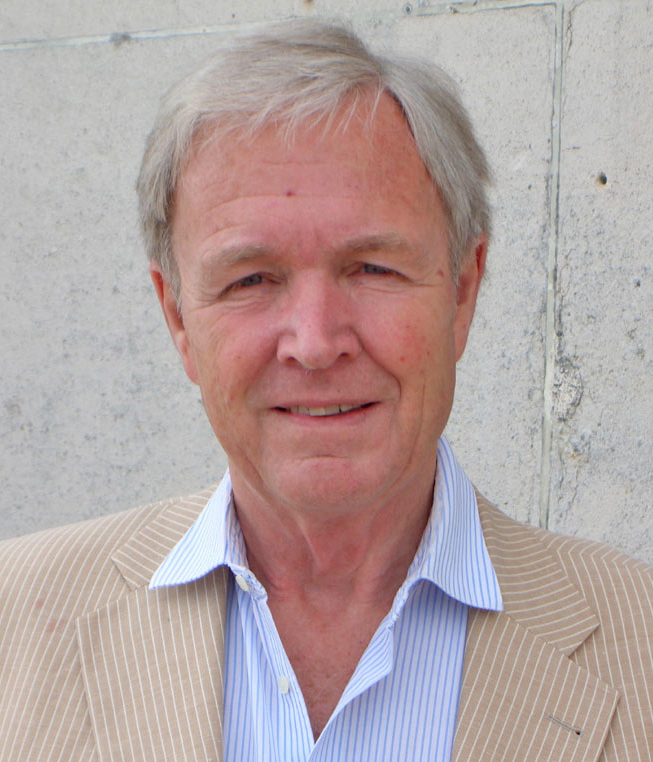
Jan Terlouw, líder do partido entre 1973 e 1981.

No período de 1972-1974 o partido perdeu um drástico número de membros (de 6.000 para 300) e teve um fraco desempenho nas eleições provinciais de 1974. O partido também perdeu metade dos seus senadores, em 1974 na eleição indireta para a Eerste Kamer. Em um dos congressos do partido uma moção foi apresentada para a dissolução do partido. A maioria dos membros votou a favor, mas a maioria de dois terços não foi atingida. Como reação, Terlouw iniciou uma campanha para revitalizar o partido, envolvendo seus associados e uma petição no âmbito do eleitorado. Ele enfatizou outras questões que não as de reformas democráticas, e deu ao partido uma orientação mais liberal. O partido duplicou o número de membros em 1975 e nas eleições de 1977 ganhou mais dois lugares, embora nesse mesmo ano o D66 perdeu todos os seus lugares na Primeira Câmara. Nas eleições de 1981, o D66 mais do que duplicou os seus assentos, indo para dezessete. Eles entraram no governo com o Apelo Cristão-Democrático e o PvdA. Terlouw tornou-se ministro da Economia. O gabinete foi marcado por conflitos pessoais e ideológicos entre o Primeiro-Ministro democrata-cristão Dries van Agt e o ministro trabalhista dos Assuntos Sociais, Den Uyl. O gabinete caiu nove meses depois dele ter sido formado, quando os trabalhistas deixaram o gabinete. O D66 e o CDA continuaram a governar. Após as eleições de 1982, o D66 perdeu dois terços do seu apoio, e ficou com apenas seis lugares. Terlouw deixou a política, e foi substituído por Maarten Engwirda. O partido passou a ser oposição do governo.

### 1986-atualmente
Em 1986 Van Mierlo retornou à política. Ele enfatizou as reformas democráticas como sendo a questão central do partido e quis abolir a polarização do Partido Trabalhista e do Partido Popular para a Liberdade e Democracia (VVD), a fim de formar um governo sem o Apelo Cristão-Democrático. Ele liderou o partido nas eleições desse ano, e ganhou três lugares. Nas eleições de 1989, o partido ganhou mais três lugares, perfazendo um total de doze, e foi convidado a participar das negociações para a constituição de um gabinete CDA/PvdA/D66. Embora os sociais-democratas preferissem um governo com o D66, os democratas-cristãos não. No final, o D66 não foi numericamente necessário para a coalizão, e foram excluídos. Apesar de estar na oposição, o D66 adotou uma abordagem construtiva em relação ao governo.
Eles beneficiaram-se disto nas eleições de 1994, onde o partido dobrou seus lugares chegando a vinte e quatro. O D66 foi capaz de formar sua "coalizão dos sonhos". A coalizão púrpura, que combinava o social-democrata PvdA, e o conservador-liberal VVD. O gabinete iniciou a legislação, que o D66 sempre defendeu, tais como o referendo, o casamento entre pessoas do mesmo sexo, e a legalização da eutanásia. As políticas econômicas centristas do gabinete também foram vistas como um grande avanço. Van Mierlo tornou-se Ministro das Relações Exteriores. Antes das eleições de 1998, Van Mierlo recuou e Els Borst, o ministro da Saúde tornou-se o candidato principal do partido. O D66 perdeu dez lugares nas eleições, mas os seus parceiros de coalizão ganharam vantagem considerável à custa do D66. O gabinete continuou. Embora o D66 numericamente não fosse necessário, era visto como o fator que mantinha unidos os dois partidos antagônicos. Borst deixou de ser o dirigente partidário e tornou-se vice-primeiro-ministro e ministro da Saúde. Thom de Graaf liderou o partido parlamentar. Dentro do partido, um grupo de idade entre vinte e trinta anos, chamado Opschudding (convulsão) começou a apelar para um curso mais explicitamente progressista-liberal. Em 1999, uma reforma constitucional, que permitiria referendos foi rejeitada pela Primeira Câmara. Um grupo de dissidentes em torno do membro proeminente do VVD, Hans Wiegel, votou contra. O D66 deixou o gabinete. Nas conversações que se seguiram, o D66 retornou ao gabinete, devido a outra questão importante para o D66, a eleição direta para prefeito, e uma lei temporária de referendo.
Nas eleições de 2002 a maré virou contra a coalizão púrpura e o partido Lista de Pim Fortuyn (LPF) ganhou considerável terreno. Os três partidos púrpuros perderam 43 lugares. O D66 ficou com apenas sete lugares. O primeiro gabinete Balkenende, formado pelo CDA, VVD e LPF, durou apenas três meses. Nas eleições de 2003, o D66 perdeu outro assento, restando apenas seis. De Graaf desistiu da corrida eleitoral em favor de Boris Dittrich. Após longas negociações entre o CDA e o PvdA, um segundo gabinete Balkenende foi formado, composto pelos partidos CDA, VVD e D66. Em troca de investimentos para o meio ambiente e a educação, e um ministro especiais de democratização, um posto pego por De Graaf, que também tornou-se vice-primeiro-ministro, o D66 apoiou a reforma do gabinete de centro-direita e de algumas dos suas mais controversas propostas. Em maio de 2005, a Primeira Câmara rejeitou uma reforma constitucional que permitiria a eleição direta para prefeitos. A proposta foi introduzida no segundo gabinete púrpura, mas não foi capaz de obter uma maioria de dois terços porque o Partido Trabalhista, cujo ministro Klaas de Vries tinha iniciado a reforma, rejeitou a proposta, pois opunham-se à eleição no modelo proposto por De Graaf. De Graaf deixou o cargo, mas o restante dos ministros permaneceu, após do D66 prometer um maior investimento na educação e no meio ambiente, e um plano de reforma eleitoral. Um congresso especial do partido foi convocado para ratificar este assim chamado "Acordo de Páscoa". 2.600 membros (20 por cento do total de adesão) estiveram presentes no congresso transmitido ao vivo pela televisão pública neerlandesa. O congresso concordou em permanecer no gabinete por uma larga maioria. Alexander Pechtold substituiu De Graaf como ministro da reforma do governo. Laurens Jan Brinkhorst, o ministro da Economia tornou-se vice-primeiro-ministro.
Em fevereiro de 2006 Dittrich saiu da presidência do partido parlamentar, porque ele não concordava com a decisão do governo neerlandês de enviar forças militares para o sul da província de Oruzgan, no Afeganistão. O D66 votou contra a proposta do governo em conjunto com o Partido Socialista e os Verdes. Dittrich declarou que a missão de enviar tropas não era uma missão de reconstrução do país (tal como o governo e a maioria do parlamento neerlandês alegou), mas era apenas mais uma operação militar. Ele foi substituído por Lousewies van der Laan. Em maio de 2006 o partido teve um péssimo desempenho nas eleições municipais. O D66 começou a perder um número considerável de membros, alguns dos quais fundaram o deZES, outro radical democrata, partido liberal-progressista. Em um congresso especial do partido em 13 de maio foi apresentada uma moção, exigindo a retirada do D66 do gabinete - foi rejeitada. Em junho de 2006 uma eleição interna foi realizada a fim de escolher o principal candidato para as eleições de 2007. Tanto Van der Laan quanto Pechtold foram escolhidos. Pechtold ganhou as eleições, tornando-se o líder político do partido. Durante a sessão especial de debate parlamentar 28 de julho de 2006, sobre o processo de naturalização de Ayaan Hirsi Ali, o D66 apoiou uma moção de censura contra a ministra Rita Verdonk. Isto causou uma crise no segundo gabinete Balkenende. O gabinete recusou-se a retirar Verdonk de seu posto. Lousewies van der Laan, líder parlamentar do D66, não sentiu que a facção do D66 poderia apoiar o gabinete por mais tempo, e que o gabinete tinha que demitir-se. Mais tarde em 29 de junho, os dois ministros do D66, Alexander Pechtold e Laurens-Jan Brinkhorst demitiram-se, provocando a queda do gabinete Balkenende. Novas eleições foram convocadas para novembro de 2006 e o gabinete continuou a governar, tal como um governo minoritário.
Em outubro de 2006, pouco antes do congresso do partido do D66 e do seu 40º aniversário como partido, o fundador do D66, Hans van Mierlo quis saber se o D66 tinha ainda legitimidade política. Ele acredita que muitos erros foram cometidos na história recente, e que só a aceitação desses erros pode dar alguma credibilidade ao D66. Van Mierlo tem dado seu apoio ao dirigente do partido Pechtold, que em sua opinião pode obter essa credibilidade.

### Nome
Na sua fundação, o partido foi chamado de Democraten 1966 (Democratas 1966; D'66). "Democratas" era referência à meta do partido (democratização radical), e ao Partido Democrata dos Estados Unidos da América, com o qual o partido identificou-se. O ano (1966) foi uma referência ao ano de fundação, e supunha-se que transmitiria uma imagem moderna. Em 1981 o nome foi mudado para Democraten 66 (Democratas 66; D66), o nome tinha tornado-se uma marca política bem sucedida, mas o ano já não transmitia uma imagem moderna.

## Ideologia e propostas
A ideologia do D66 é um assunto altamente contestado dentro do partido. A questão está ligada à razão de sua existência. Há duas correntes dentro do partido: os democratas radicais, e os liberais progressistas. Estas duas correntes, embora algumas vezes antagônicas, atualmente complementam-se, uma vez que ambas enfatizam a auto-realização do indivíduo. A Liga Radical e a Liga do Pensamento Livre Democrático, dois partidos do início do século XX são expoentes históricos dessas duas tradições.

### Democratas radicais
O primeiro congresso do partido enfatizou a democratização radical da sociedade neerlandesa e do sistema político. Seu ideal era um sistema bipartidário. Para obter isso ele queria reformar o sistema eleitoral segundo o modelo americano de sufrágio direto. A reforma eleitoral foi gradualmente moderada, atualmente o partido é a favor de um sistema alemão, que combina sistemas eleitorais proporcionais e majoritários. Esta democratização radical foi combinada com as atitudes pragmáticas e antidogmáticas com relação à política. Hans van Mierlo, líder do partido entre 1966 e 1972 e entre 1986 e 1998, e fundador do partido, é um importante expoente desta tendência dentro do partido.

### Liberais progressistas
O D66 liberal progressista atualmente tem sido historicamente muito mais fraco do que a sua corrente democrata radical. Os liberais progressistas buscam adotar um rumo mais realista para o partido, rompendo com o seu pragmatismo. Sob a liderança de Jan Terlouw, entre 1972 e 1982, o D66 começou enfatizar novas questões como o meio ambiente, a educação e a inovação. Ele chamou o D66 de uma quarta corrente, próxima da social-democracia, da democracia-cristã e do liberalismo conservador do VVD. Em 1998 o grupo "Opschudding" apelou para o rumo liberal progressista para o partido. No manifesto do partido, aprovado em 2000, o partido explicitamente adotou uma imagem liberal progressista. Razões políticas nacionais explicam o uso do rótulo social liberal, uma vez que o partido VVD mais de direita rotula-se como partido liberal.

### Propostas
Algumas das mais importantes políticas do partido:
- O D66 é a favor de uma economia mista combinando as melhores características dos mercados econômicos e intervenção governamental. Foi um dos arquitetos das recentes reformas na segurança social e cuidados de saúde, que incluiu desencorajar antigos esquemas de aposentadorias, reformando o sistema de Benefício de Invalidez e introduzindo as forças do mercado para o setor de assistência à saúde. O D66 é um proponente de uma maior flexibilização do mercado de trabalho e de reduções fiscais para as classes baixa e média.
- O D66 pretende aumentar as despesas públicas em Educação e inovação, por exemplo, o aumento do salário dos professores para evitar uma escassez de professores no futuro. Além disso, pretende que o setor da educação seja desregulamentado e que o governo retroceda em favor da diversidade e da concorrência.
- O D66 é um partido verde e preocupa-se muito com o meio ambiente. O D66 é a favor de mais investimentos em fontes de energia sustentáveis, de preferência a nível europeu. O D66 tem uma abordagem pragmática sobre a  energia nuclear, tendo em conta a contribuição da energia nuclear para a diminuição da emissão de gases do efeito estufa.
- O D66 é um partido socialmente liberal. O partido introduziu muitas reformas liberais no passado, principalmente em áreas como da eutanásia, casamento gay, aborto e prostituição. Na defesa das liberdades civis, o D66 opôs-se a várias medidas antiterrorismo propostas pelo governo.
- O D66 é um proponente de reformas democráticas. Ele defende as reformas eleitorais tais como um referendo vinculativo, a supressão da Primeira Câmara do Parlamento e a eleição direta do primeiro-ministro e do prefeito.
- O D66 é o partido mais pró-integração europeia nos Países Baixos, uma vez que o partido é a favor de uma Europa Federal. O D66 favorece mais a cooperação europeia em questões como o meio ambiente, a política de imigração e a política externa.

## Eleitorado
O eleitorado do D66 tem um compromisso relativamente fraco com o partido. Varia de dezesseis para dois por cento dos votos. O D66 tende a atrair eleitores 'flutuantes'. Os eleitores do D66 são relativamente jovens, tendem a ser do sexo feminino, altamente educados e de terem fortes valores pós-materialistas. Parte do eleitorado está concentrada nas grandes cidades. O D66 carece de organizações pilarizadas em torno dele.

## Organização

### Estrutura organizacional
O D66 possui uma longa história de forte democracia interna. O órgão máximo do D66 é a Assembleia Geral, que é formada por delegados na qual cada membro pode participar. Ela reúne-se várias vezes por ano. Ela indica o conselho do partido e tem a última palavra sobre o programa partidário. A lista partidária de representação proporcional, incluindo a do principal candidato do partido, dos candidatos para a Primeira Câmara, Segunda Câmara, e Parlamento Europeu são feitas por referendo. O partido tem entre 250 e 300 diretórios em todo o país.

### Organizações vinculadas
O instituto científico do partido é chamado "Agência da Fundação Científica do D66". Esta publica a "Ideia" (em neerlandês: Idee). A revista do partido é a "Democrat". O instituto de educação é chamado Centro de Educação D66. O D66 possui uma organização para a cooperação com os partidos liberais do Leste Europeu chamado de "Fundação Internacional da Iniciativa Democrática D66".
A organização juvenil do D66 é a chamada Jovens Democratas (em neerlandês: Jonge Democraten; JD). Ela tem produzido vários proeminentes membros ativos do D66 como o MP Boris van der Ham. A JD publica o "Demo". É um membro da Juventude Liberal Europeia LYMEC e da Federação Internacional da Juventude Liberal ("International Federation of Liberal Youth").
O D66 é co-fundador do Instituto para a Democracia Multipartidária dos Países Baixos, uma organização de assistência à democracia dos sete partidos políticos neerlandeses.

### Organizações internacionais
O D66 é membro da Internacional Liberal e do Partido Europeu dos Liberais, Democratas e Reformistas (ELDR).

### Relacionamento com outros partidos
O D66 está no centro do espectro político neerlandês, por isso, tem também colaborado com quase todos os partidos.
Historicamente, o D66 tem cooperado muito bem com o Partido Trabalhista (PvdA). Eles são os dois partidos de centro-esquerda. Eles estiveram juntos em quatro gabinetes (Den Uyl, Van AGT II, Kok I e Kok II); e eles formaram um gabinete durante o início dos anos setenta. As relações com o PvdA estiveram sob forte tensão três vezes: em 1981, quando o D66 decidiu continuar a governar com o CDA, depois que os ministros do PvdA deixaram o gabinete de Van AGT I; em 1989, quando o PvdA formou um governo sem o D66; e em 2003, quando o D66 ingressou no segundo gabinete Balkenende.
Ideologicamente a esquerda-liberal do D66 está ligada ao Partido Popular para a Liberdade e Democracia (VVD), embora o VVD seja considerado um partido de liberalismo conservador. Isto resultou em três coalizões de governos (Kok I, Kok II e Balkenende II). Tanto o VVD quanto o D66 são membros do ELDR e os seus membros no Parlamento Europeu aderiram ao grupo ALDE; eles fizeram campanha com o mesmo programa do ELDR nas eleições do Parlamento Europeu; eles têm formado alianças eleitorais.
As relações com o CDA têm sido menos cooperativas. Historicamente, o CDA é eticamente conservador, ao mesmo tempo em que o D66 é eticamente liberal. Ambos defendem, no entanto, as mesmas políticas econômicas centristas. Isto levou à formação do governo CDA/D66 Van AGT III, mas também a cooperação do D66 no terceiro gabinete Balkenende.
Tanto o D66 quanto o Esquerda Verde têm sua origem na década de 1960: ambos têm a mesma agenda política pós-materialistas, pró-europeu, multiculturalista, ambientalista. Isso ainda não resultou em qualquer cooperação substancial.

## Resultados eleitorais

### Eleições legislativas

#### Segunda Câmara
| Data | Líder              | Cl. | Votos     | %            | +/- | Deputados | +/- | Status   |
| ---- | ------------------ | --- | --------- | ------------ | --- | --------- | --- | -------- |
| 1967 | Hans van Mierlo    | 7.º | 307 810   | 4,5 / 100,0  |     | 7 / 150   |     | Oposição |
| 1971 | Hans van Mierlo    | 5.º | 428 067   | 6,8 / 100,0  | 2,3 | 11 / 150  | 4   | Oposição |
| 1972 | Hans van Mierlo    | 8.º | 307 048   | 4,2 / 100,0  | 2,6 | 6 / 150   | 5   | Governo  |
| 1977 | Jan Terlouw        | 4.º | 452 423   | 5,4 / 100,0  | 1,2 | 8 / 150   | 2   | Oposição |
| 1981 | Jan Terlouw        | 4.º | 961 121   | 11,1 / 100,0 | 5,7 | 17 / 150  | 9   | Governo  |
| 1982 | Jan Terlouw        | 4.º | 351 278   | 4,3 / 100,0  | 6,8 | 6 / 150   | 11  | Oposição |
| 1986 | Hans van Mierlo    | 4.º | 562 466   | 6,1 / 100,0  | 1,8 | 9 / 150   | 3   | Oposição |
| 1989 | Hans van Mierlo    | 4.º | 701 934   | 7,9 / 100,0  | 1,8 | 12 / 150  | 3   | Oposição |
| 1994 | Hans van Mierlo    | 4.º | 1 391 202 | 15,5 / 100,0 | 7,6 | 24 / 150  | 12  | Governo  |
| 1998 | Els Borst          | 4.º | 773 497   | 9,0 / 100,0  | 6,5 | 14 / 150  | 10  | Governo  |
| 2002 | Thom de Graaf      | 7.º | 484 317   | 5,1 / 100,0  | 3,9 | 7 / 150   | 7   | Oposição |
| 2003 | Thom de Graaf      | 7.º | 393 333   | 4,1 / 100,0  | 1,0 | 6 / 150   | 1   | Governo  |
| 2006 | Alexander Pechtold | 8.º | 193 232   | 2,0 / 100,0  | 2,1 | 3 / 150   | 3   | Oposição |
| 2010 | Alexander Pechtold | 6.º | 654 167   | 6,9 / 100,0  | 4,9 | 10 / 150  | 7   | Oposição |
| 2012 | Alexander Pechtold | 6.º | 757 091   | 8,0 / 100,0  | 1,1 | 12 / 150  | 2   | Oposição |
| 2017 | Alexander Pechtold | 4.º | 1 285 819 | 12,2 / 100,0 | 4,2 | 19 / 150  | 7   | Governo  |
| 2021 | Sigrid Kaag        | 2.º | 1 533 745 | 14,9 / 100,0 | 2,7 | 23 / 150  | 4   |          |

#### Primeira Câmara
| Data | Líder                      | Cl.  | Votos  | %            | +/- | Deputados | +/-     |
| ---- | -------------------------- | ---- | ------ | ------------ | --- | --------- | ------- |
| 1971 | Bert Schwarz               | 6.º  | N/A    |              |     | 6 / 75    |         |
| 1974 | Paula Wassen-van Schaveren | 8.º  | N/A    |              |     | 3 / 75    | 3       |
| 1977 | Doeke Eisma                | 10.º | N/A    |              |     | 0 / 75    | 3       |
| 1980 | Jan Glastra van Loon       | 5.º  | N/A    |              |     | 2 / 75    | 2       |
| 1981 | Jan Glastra van Loon       | 4.º  | N/A    |              |     | 4 / 75    | 2       |
| 1983 | Jan Glastra van Loon       | 4.º  | N/A    |              |     | 6 / 75    | 2       |
| 1986 | Jan Vis                    | 4.º  | N/A    |              |     | 6 / 75    | Estável |
| 1987 | Jan Vis                    | 4.º  | N/A    |              |     | 5 / 75    | 1       |
| 1991 | Jan Vis                    | 4.º  | N/A    |              |     | 12 / 75   | 7       |
| 1995 | Eddy Schuyer               | 4.º  | N/A    |              |     | 7 / 75    | 5       |
| 1999 | Eddy Schuyer               | 5.º  | 8 542  | 5,4 / 100,0  |     | 4 / 75    | 3       |
| 2003 | Eddy Schuyer               | 6.º  | 7 087  | 4,4 / 100,0  | 1,0 | 3 / 75    | 1       |
| 2007 | Gerard Schouw              | 8.º  | 3 270  | 2,0 / 100,0  | 2,4 | 2 / 75    | 1       |
| 2011 | Roger van Boxtel           | 6.º  | 12 651 | 7,6 / 100,0  | 5,6 | 5 / 75    | 3       |
| 2015 | Thom de Graaf              | 3.º  | 21 997 | 13,0 / 100,0 | 5,4 | 10 / 75   | 5       |

### Eleições europeias
| Data | Cabeça de lista        | Cl. | Votos   | %            | +/- | Deputados | +/- |
| ---- | ---------------------- | --- | ------- | ------------ | --- | --------- | --- |
| 1979 | Aar de Goede           | 4.º | 511 967 | 9,0 / 100,0  |     | 2 / 25    |     |
| 1984 |                        | 7.º | 120 826 | 2,3 / 100,0  | 6,7 | 0 / 25    | 2   |
| 1989 | Jan-Willem Bertens     | 5.º | 311 973 | 5,9 / 100,0  | 3,6 | 1 / 25    | 1   |
| 1994 | Jan-Willem Bertens     | 4.º | 481 826 | 11,7 / 100,0 | 5,8 | 4 / 31    | 3   |
| 1999 | Lousewies van der Laan | 6.º | 205 623 | 5,8 / 100,0  | 5,9 | 2 / 31    | 2   |
| 2004 | Sophie in 't Veld      | 8.º | 202 502 | 4,3 / 100,0  | 1,5 | 1 / 27    | 1   |
| 2009 | Sophie in 't Veld      | 5.º | 515 422 | 11,3 / 100,0 | 7,0 | 3 / 25    | 2   |
| 2014 | Sophie in 't Veld      | 1.º | 732 145 | 15,4 / 100,0 | 4,1 | 4 / 26    | 1   |

## Comparação internacional
O D66 faz parte de uma grande família global de partidos liberais-sociais e de partidos orientados para a reforma democrática. Exemplos disso são: os Liberais Democratas britânicos, os Democratas Australianos, o Esquerda Radical dinamarquês, o FlemishProgressives flamengo, o Partido Radical de Esquerda francês e os Radicais italianos. Os membros progressistas do Partido Democrata (Estados Unidos da América) muitas vezes tomam posições comparáveis.